# Hripsime
Hripsime (en armenio: Հռիփսիմէ: , muerta c. 290), también llamada Hripsimé, Ripsime, Rhipsime, Ripsima o Rípsima, conocida como Arapsima en copto y Arsema en etíope, fue una mártir de origen romano y santa; ella y sus compañeras de martirio son veneradas como los primeros mártires cristianos de Armenia.
Según la leyenda, Hripsime era posiblemente de origen noble romano. Pertenecía a una comunidad de unas 35 o 37 vírgenes, gobernadas por una superiora, Gayane. Se dice que Diocleciano, buscando esposa, ordenó que le trajeran retratos de las mujeres más bonitas de la ciudad. Hripsime fue obligada a posar y resultó ser la más bella. Para evitar caer en manos del emperador, y con la ayuda de su superiora, huyó junto con su comunidad. Moisés de Khorenes explica en su Vita que pasaron por Alejandría, en Egipto; Palestina; Odesa, en Siria, y finalmente se refugiaron en Vagharshapat, en Armenia. Diocleciano, enfurecido, ordenó al rey armenio, Tirídates III, encontrar a las mujeres, matarlas y enviar de vuelta a Hripsime. El rey envió a capturarlas y Hripsime fue conducida a su presencia, pero era tan bella que decidió quedársela. Ella se negó a complacer a Tiridates, y este llamó a Gayane para que la convenciera. La superiora se negó y el rey ordenó que la torturaran hasta que aceptara hablar con Hripsime. Cuando lo hizo, Gayane le habló en latín y le pidió que siguiera fiel a Cristo, pero fue descubierta y el rey ordenó que la mataran. El verdugo se confundió, y mató a Hripsine después de torturarla. Al enterarse el rey, ordenó que mataran de la misma forma a Gayane y a las demás vírgenes.
En otra versión, cuando Hripsine se niega a complacer al rey, este ordena que la quemen viva. Luego, cuando matan a toda la comunidad, se salva una virgen que se fue como misionera a predicar hacia el norte y que se convertiría en Ninó de Georgia, fundadora de la Iglesia ortodoxa de Georgia.
Una tercera versión indica que, al descubrir el paradero de Hripsime, Diocleciano envió una carta a Tiridates insistiendo que se la devolviera o se la quedara para él. Hripsime respondió a los sirvientes del rey que fueron a buscarla que no podía casarse pues estaba comprometida con Jesucristo. Una voz del cielo le decía "Se valiente y no temas, pues estoy contigo". Tiridates ordenó que Hripsime fuera torturada; le cortaron la lengua, le abrieron el vientre y le sacaron los ojos antes de desmembrarla. Lo mismo hicieron con Gayane y las otras monjas. Presuntamente, Tiridates y sus soldados fueron castigados por Dios por sus acciones; los soldados fueron acosados por diablos, y empezaron a actuar como animales salvajes, corriendo a través de los bosques, hiriéndose entre ellos, desgarrando sus ropas. La leyenda cuenta que el rey se convirtió en un jabalí salvaje incapaz de contenerse, y tuvo que ser salvado por la intervención de Gregorio el Iluminador. Lo único demostrado, sin embargo, es que Hripsime y sus compañeras fueron martirizadas en Armenia, aproximadamente en el año 290.

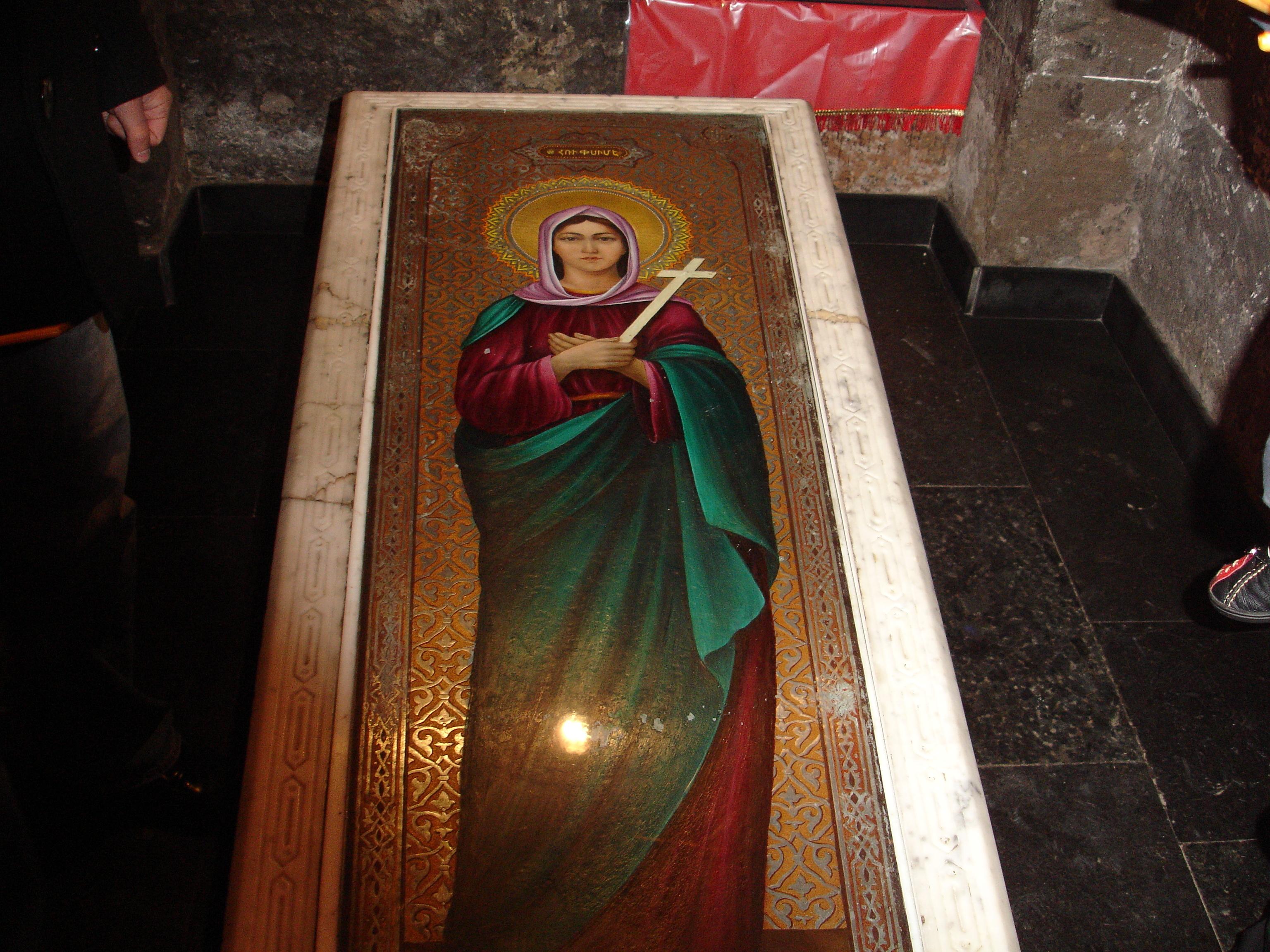
Tumba de santa Hripsime

La iglesia de Santa Hripsime en Echmiadzin está dedicada a Hripsime. La estructura actual fue consagrada en 618, y contiene la tumba de la santa en las catacumbas, bajo el edificio. Según la leyenda, Cristo designó el sitio para el santuario bajando del cielo en un arco de luz y golpeando la tierra con un martillo dorado hasta que esta tembló. Algunos de las reliquias de la santa, junto con instrumentos asociados a Tiridates y Gregorio el Iluminador, fueron robados por los persas durante la invasión de 1604, pero se restauraron en 1638. En la tradición católica, la conmemoración de Hripsime y sus compañeras se celebra el 29 de septiembre; la Iglesia ortodoxa en América las conmemora el 30 de septiembre. La Iglesia apostólica armenia recuerda a Hripsime el 4 de junio; Gayane y sus compañeras se conmemoran por separado, el 5 de junio.
Santa Hripsime es conocida como "Arsema" por los cristianos ortodoxos etíopes, que han construido tres iglesias con su nombre en Etiopía. Entre estas, la más antigua se encuentra en una de las islas del Lago Tana, famosa por sus milagros. En la iglesia hay pinturas antiguas que retratan cómo fue asesinada por Tiridates III (llamado Dirtados por los etíopes) y cómo el rey se transformó en un jabalí después de matarla. En enero se celebra una peregrinación oficial en Etiopía. También hay canciones cristianas que elogian su nombre. El libro titulado Gedle Arsema, que significa "La Vida de Arsema" se encuentra en las librería religiosas de Etiopía. La historia se narra en el Synaxarion etíope, el libro de los santos mártires, en Mäskäräm 29.
En honor de la santa, Hripsime se ha convertido en un nombre bastante corriente en Armenia, junto con sus variantes; así mismo, Arsema es un nombre muy popular entre cristianos etiópes y eritreos